# Marco Rossi (football, 1964)
Pour les articles homonymes, voir Marco Rossi et Rossi.
Marco Rossi (né le 9 septembre 1964 à Druento dans la région du Piémont en Italie), est un joueur italien de football, qui évoluait au poste de défenseur, avant de devenir ensuite entraîneur. Il possède également la nationalité hongroise.

## Biographie

### Carrière de joueur
Sa carrière de joueur dure du début des années 1980 au début des années 2000.
Formé au Torino FC, il évolue notamment au Brescia Calcio et à la Sampdoria en Italie, avant de jouer au Mexique au Club América puis, en Allemagne à l'Eintracht Francfort. Il termine sa carrière en Italie en 2000.

### Carrière d'entraîneur
Devenu entraineur, il dirige principalement les clubs italiens de l'AC Lumezzane, de Pro Patria Calcio, Spezia Calcio et Cavese 1919 avant de rejoindre la Hongrie et le club du Honved Budapest. Il remporte avec ce club le Championnat de Hongrie en 2016–2017. Après deux saisons au DAC Dunajská Streda, il devient en juin 2018 sélectionneur de l'équipe nationale de Hongrie.

## Palmarès

### Palmarès de joueur
| Brescia - Championnat d'Italie D2 (1) : - Champion : 1991-92. |  | Sampdoria - Coupe d'Italie (1) : - Vainqueur : 1993-94. |

### Palmarès d'entraîneur
Budapest Honvéd
- Championnat de Hongrie (1) :
  - Champion : 2016-17.

## Statistiques

### Statistiques d'entraîneur
| Équipe            | Nat                     | Début            | Fin              | Statistiques | Statistiques | Statistiques | Statistiques | Statistiques | Statistiques | Statistiques | Statistiques |
| Équipe            | Nat                     | Début            | Fin              | MJ           | V            | N            | D            | BP           | BC           | DB           | % victoires  |
| ----------------- | ----------------------- | ---------------- | ---------------- | ------------ | ------------ | ------------ | ------------ | ------------ | ------------ | ------------ | ------------ |
| AC Lumezzane      | Drapeau de l'Italie     | 1er juillet 2004 | 15 mars 2006     | 72           | 19           | 21           | 32           | 68           | 90           | -22          | 26,39        |
| Pro Patria Calcio | Drapeau de l'Italie     | 22 juin 2006     | 12 décembre 2006 | 20           | 5            | 7            | 8            | 16           | 31           | -15          | 25,00        |
| Pro Patria Calcio | Drapeau de l'Italie     | 17 avril 2007    | 10 juin 2008     | 46           | 14           | 19           | 13           | 53           | 47           | +6           | 30,43        |
| Spezia Calcio     | Drapeau de l'Italie     | 10 juin 2008     | 17 juin 2009     | 40           | 25           | 10           | 5            | 68           | 31           | +37          | 62,50        |
| Scafatese         | Drapeau de l'Italie     | 21 janvier 2010  | 11 mai 2010      | 14           | 5            | 4            | 5            | 15           | 12           | +3           | 35,71        |
| Cavese Cavese     | Drapeau de l'Italie     | 5 août 2010      | 15 février 2011  | 25           | 7            | 8            | 10           | 28           | 27           | +1           | 28,00        |
| Budapest Honvéd   | Drapeau de la Hongrie   | 1er juin 2012    | 28 avril 2014    | 86           | 36           | 18           | 32           | 137          | 113          | +24          | 41,86        |
| Budapest Honvéd   | Drapeau de la Hongrie   | 7 février 2015   | 31 mai 2017      | 95           | 45           | 18           | 32           | 149          | 104          | +45          | 47,37        |
| Dunajská Streda   | Drapeau de la Slovaquie | 11 juin 2017     | 19 juillet 2018  | 39           | 21           | 10           | 8            | 63           | 25           | +38          | 53,85        |
| Hongrie           | Drapeau de la Hongrie   | 19 juin 2018     | Présent          | 59           | 28           | 14           | 16           | 82           | 62           | +20          | 46,88        |
| Total             | Total                   | Total            | Total            | 496          | 205          | 129          | 161          | 679          | 542          | +137         | 40,94        |

MJ : nombre de matchs joués
V : nombre de victoires
N : nombre de matchs nuls
D : nombre de défaites
BP : nombre de buts marqués
BC : nombre de buts encaissés
DB : différence de buts
% victoires : pourcentage de victoires